# 1922

## أحداث
- تأسيس مدينة جوبا وتقع حاليا في جنوب السودان.
- تأسيس مدينة ريهيماكي وتقع حاليا في فنلندا.
- تأسيس مدينة نوكيا وتقع حاليا في فنلندا.
- تأسيس مدينة جفعاتايم.
- 2 أبريل: تأسيس مدينة رعنانا.
- اكتشاف قبر الملك الفرعوني توت عنخ أمون في وادي الملوك من عالم الآثار هوارد كارتر

### فبراير
- 14 فبراير: اغتيال وزير الداخلية الفنلندي هيكي ريتافووري على يد إرنست تانديفلت.
- 28 فبراير: إعلان استقلال مصر

### أغسطس
- 10 أغسطس: إعلان دستور فلسطين من قبل سلطة الانتداب البريطانية يقضي بإنشاء مجلس تشريعي يتكون من 22 عضواً منهم 6 من الإنجليز و4 من اليهود وانتخاب 8 مسلمين ومسيحيين ويهوديين ويرأسه المندوب السامي، وقد قاطع العرب انتخاب المجلس.

### أكتوبر
- 11 أكتوبر: نهاية الحرب التركية اليونانية والتي بدأت في 15 مايو 1919.
- 20 أكتوبر: احتلال مدينة يفرن الليبية من قبل الجيش الإيطالي.

### نوفمبر
- 1 نوفمبر: نهاية الدولة العثمانية بصفتها السياسية.

### ديسمبر
- 2 ديسمبر: توقيع بروتوكولات العقير لترسيم الحدود بين مملكة العراق والكويت وسلطنة نجد.
- 30 ديسمبر: إعلان  اتحاد الجمهوريات السوفيتية الاشتراكية من أربع جمهوريات.

## مواليد
- آجي بور
- أبو العينين شعيشع
- أحمد عبد المقصود هيكل
- أكي هيالمارسون
- ألبيرتو غرانادو
- أنكار يورغنسن
- إبراهيم مزهودي
- إريش هارتمان
- إسحق رابين
- إسماعيل فهمي
- إسماعيل محمد
- إنجي ميركل
- إنريكو برلينغوير
- الطاهر قيقة
- بديع حقي
- بطرس بطرس غالي
- بوفل رامل
- بيير كاردان
- تشين يانج
- توماس صامويل كون
- جاي سترنر هاموند
- جبرائيل سعادة
- جودي غارلند
- جورج إبراهيم الخوري
- جورج نوبل
- جوزيف سكاف
- جوك ستين
- جوليوس نيريري
- جون هيك
- جيسون روباردس
- حسين علي منتظري
- حمد عيسى الرجيب
- خالد محيي الدين
- خوزيه ساراماغو
- دليب كومار
- دنهولم إليوت
- دنيس جونسون ديفز
- دوريس داي
- راضية الحداد
- راي أنتوني
- رايكو ميتيتش
- رفيق شكري
- روبرت هولي
- روجر غرافا
- سامي المغربي
- ستان لي
- ستيفان كيم سو هوان
- سعد الدين الشاذلي
- سعد مأمون
- سعيد عبد الفتاح عاشور
- سليم اللوزي
- سهام رفقي
- سوسوكه أونو
- سيد إبراهيم السيد كامل
- صلاح مخيمر
- عبد الله بن علي الخليلي
- عبد الله زكريا الأنصاري
- عمر الحريري
- غاي هاملتن
- غونتر بينش
- غوي ثيس
- غيورغي ماكسيموفيتش أدلسن-فالسكي
- فرانسيس جانسون
- فلاح مبارك الحجرف
- كارل أمري
- كارل راينر
- كارلوس أندريس بيريز
- كارم محمود
- كامل يوسف البهتيمي
- كرستوفر لي
- كريستيان كارلسون
- كريم بلقاسم
- كلاوس نونيمان
- كورت فونيجت
- كونراد أليرس
- كونو ريبر
- كيفن روشي
- لين شاكليتون
- ليندون لاروش
- ليون ليدرمان
- مانويل فيرنانديز (مدرب)
- محمد سعيد الماحي
- محمد سلمان
- محمد عزيز لحبابي
- محمد عفيفي
- محمد محيلان مراشده
- محمود أمين العالم
- محمود سعيد (سياسي)
- مصطفى كمال طلبة
- مصطفى محمد عبد الغني العلمي
- منير مراد
- ميغيل مونيوز
- ناصر الدين الأسد
- ناندور هيديكوتي
- نايل بركات
- نسيم جاعون
- نيكولاي باسوف
- نيلس ليدهولم
- هار غوبند خورانا
- هارولد ايفرت هيوز
- هانز ديملت
- هاوارد زين
- هوغو شتراسر
- هيلاريون كابوتشي
- عمر بهمن، سياسي بوسني.
- هيرو أونودا
- رياض شير علي

## وفيات
- أدهم خنجر
- أريتومو ياماغاتا
- ألفا آدامز
- ألفريد هارمسورث
- ألكسندر غراهام بيل
- أنور باشا
- إريش فون فالكنهاين
- بيتشيتشي
- جاك روبسون
- جمال باشا
- جيمس اولى ديفيدسون
- سلطان بن زايد بن خليفة آل نهيان
- سيدني سونينو
- شيغينوبو أوكوما
- صادق حمزة الفاعور
- فرح أنطون
- فريدريك باير
- قسطنطين الأول ملك اليونان
- لويس أنطوان رانفييه
- مارسيل بروست
- كارل الأول إمبراطور النمسا
- مايكل كولينز (سياسي أيرلندي)

## نال جائزة نوبل
- في الفيزياء – الدانماركي نيلز بور.
- في الكيمياء – البريطاني فرانسيس أستون.
- في الطب – مناصفة بين البريطاني أرشيبالد هل والألماني أوتو مايرهوف.
- في الأدب – الإسباني جاسينتو بينابنتي.
- في السلام – النرويجي فريتيوف نانسين.